# Cacalo
Luiz Carlos Pereira Silveira Martins, mais conhecido como Cacalo (Porto Alegre, 27 de agosto de 1950 – Porto Alegre, 24 de agosto de 2024), foi um advogado, radialista e dirigente esportivo brasileiro. Foi presidente do Grêmio de Porto Alegre no biênio 1997-1998. Possuía coluna no jornal Diário Gaúcho e também participava do programa de debates Sala de Redação, na Rádio Gaúcha, onde fazia comentários sobre futebol, principalmente sobre o Grêmio. Cacalo morreu quando estava internado no Hospital Moinhos de Vento, onde passou por um procedimento de transplante de rim.

## Trajetória
Foi presidente do Grêmio nos anos de 1997 e 1998. Além disso, era diretor de futebol durante uma fase muito gloriosa do clube, quando era treinado por Luiz Felipe Scolari, e conquistou inúmeros títulos, como a Copa Libertadores da América, a Recopa Sul-Americana, o Campeonato Brasileiro, a Copa do Brasil e o Campeonato Gaúcho.
Em setembro de 2012, recebeu o título de Cidadão Emérito de Porto Alegre, pela Câmara Municipal de Porto Alegre.
No segundo semestre de 2014, no contexto dos insultos racistas proferidos ao goleiro santista Aranha pela torcida do Grêmio, Cacalo afirmou que tais casos não passavam de "folclores do futebol":
| “ | É um absurdo, revoltante o Grêmio poder ser punido por isso. Se você virar para um afrodescendente na rua e falar: 'ô negro macaco', você está praticando um ato de racismo, mas nesse contexto do futebol, dessa forma, é o fim do futebol. Essa menina está sendo tratada como assassina por ter feito um grito de folclore do futebol. | ” |

No dia seguinte, diante da repercussão negativa de seu comentário, Cacalo fez outro pronunciamento, no qual disse que ele era contra a punição ao Grêmio, pois injuria racial é um crime personalíssimo e portanto seria uma grande injustiça com o clube Grêmio.
"A constituição federal brasileira prevê que nesse tipo de crime de racismo, que a pena, a punição, não pode ultrapassar a figura do agressor. Houve um ato de injúria racial da menina, eu disse vinte vezes ontem, mas o que eu disse um milhão de vezes ontem é que eu não admitia, sob hipótese alguma, que o Grêmio em face da constituição federal fosse punido pelo motivo que eu agora expliquei. A punição de um ato de racismo, que existiu, eu disse e repeti dez vezes ontem, a punição de um ato de racismo não pode ultrapassar a figura do agressor. Por isso eu acho um absurdo se o Grêmio FBPA for punido. E aqueles ouvintes civilizados que me mandaram correspondência não entendendo, eu to fazendo questão de dar esclarecimento e me penitenciar perante eles, porque talvez eu possa ter me expressado mal."